# GNU Paint
GNU Paint, también conocido como gpaint, es un editor de imágenes de código abierto desarrollado por la Fundación GNU. Forma parte del entorno de escritorio GNOME y es software libre distribuido bajo los términos de la licencia GNU General Public License v3. Se destaca por contar una interfaz bastante parecida a la de Microsoft Paint.

## Características
GNU Paint se enriquece de las siguientes funcionalidades principales:
- Herramientas de dibujo como óvalos, a mano alzada, polígono y texto, con relleno o sombra para los polígonos y cerró a mano alzada formas.
- Cortar y pegar mediante la selección de regiones irregulares o polígonos.
- Soporte de impresión preliminar con gnome-print.
- Interfaz de usuario fácil de usar con herramientas y paletas de colores.
- Múltiple edición de imágenes en una sola instancia del programa.

Más allá de sus implementaciones, carece de algunas características presentes en otros programas de edición, como la posibilidad de recortar imágenes o hacer selecciones rectangulares.